# Gestionnaire de réseau de distribution d'énergie
Pour les articles homonymes, voir GRD.
Le gestionnaire du réseau de distribution d'énergie (GRD) est chargé de l'entretien, du fonctionnement et du développement du réseau de distribution d'énergie (gaz ou électricité). Il met à disposition des producteurs et fournisseurs, les câbles et tuyaux amenant l'électricité et le gaz jusqu'à l'utilisateur final. 
Dans le cadre du marché libéralisé existant en Europe cette activité est régulée et non soumise à la concurrence. Les fournisseurs et les gestionnaires (appelés aussi distributeurs) doivent normalement être des organisations distinctes. La distribution est un monopole réglementé et contrôlé par un organisme régulateur. Ses coûts sont transparents et encadrés.
Dans le cadre classique d'un marché monopolistique les activités de fourniture et de distribution sont le plus souvent intégrées au sein d'un ou plusieurs monopoles nationaux ou régionaux.

## Situation en Europe

### Allemagne
Les distributeurs régionaux sont les collectivités communales actives à travers les sociétés municipales (les Stadtwerke).[Information douteuse]

### Belgique
Les GRD sont des intercommunales.
On distingue les intercommunales dites mixtes dépendant encore fortement de l'ancien monopole Electrabel via la société "Netmanagement", et les intercommunales dites pures.
En Région wallonne, les intercommunales mixtes se sont regroupées le 6 février 2009. ORES, l'Opérateur des Réseaux Gaz & Électricité, en effectue la gestion opérationnelle. En Région de Bruxelles-Capitale, Sibelga est le distributeur d'énergie. En Région flamande, c'est Fluvius.
- Voir aussi électricité et gaz en Belgique

### France
En France, la société Enedis, filiale d'EDF, assure la distribution d'environ 95 % de l'électricité, les 5 % restants revenant à environ 120 entreprises locales de distribution qui exercent leurs activités dans près de 2 500 communes.
GrDF est le principal gestionnaire de réseau de distribution (GRD) de gaz naturel en France. En 2016, 25 GRD desservent en gaz naturel environ 11 millions de clients consommateurs.

#### Historique
La mission de gestion du réseau de distribution électrique est historiquement rattachée aux groupes EDF et Gaz de France, dans le cadre de la loi de nationalisation de 1946, où ces deux entreprises deviennent le GRD électricité et gaz pour 95 % de la population, les 5 % restants étant assurés par des entreprises non nationalisées ou régies.
D'abord nommée « direction de la distribution » puis « direction EDF GDF Services », elle a fait l'objet d'une séparation comptable en 2004, et non d'une séparation juridique, au sein d'EDF Gaz de France distribution, avec la distinction entre EDF Réseau Distribution et Gaz Réseau Distribution France.
L'activité du GRD Électricité a été filialisée le 1er janvier 2008 au sein d'ERDF, devenue Enedis le 30 mai 2016, pour l'électricité, filiale du groupe EDF à 100 %, tandis que GRDF devenait le GRD Gaz. Les entreprises Locales de Distribution ont également procédé à une séparation des activités de production et de distribution.

#### Missions
Les GRD assurent une mission de concessionnaires : en effet, les communes sont propriétaires du réseau de distribution électrique et exercent un contrôle étroit sur l'activité du GRD avec qui elles ont contracté. Ces communes, appelées également « autorités concédantes », se regroupent généralement à l'échelle départementale, comme la loi les y encourage, afin de disposer d'une taille permettant une action plus significative.
Le monopole des gestionnaires de réseau de distribution français est aujourd'hui remis en question au motif que le cadre réglementaire français serait imprécis et en contradiction avec le droit communautaire qui met en place la mise en concurrence des entreprises pour gérer la concession via un appel d'offres[réf. nécessaire].
La réglementation, l'autorité de régulation et l'Union Européenne ont un impact important sur la structure des entreprises du secteur et laissent transparaître une réelle évolution du statut d'entreprise gestionnaire du réseau qui est un acteur neutre du marché, selon les principes d'objectivité, de transparence et de non-discrimination entre les fournisseurs.
Par exception néanmoins, la Corse et les DOM-TOM dont la fonction de GRD du réseau électrique reste assurée par la direction des systèmes énergétiques insulaires d'EDF SA (non filialisée). En effet, le marché de l'électricité n'est pas ouvert à la concurrence dans ces régions en raison du caractère non rentable de l'activité et des spécificités des régions insulaires.